# 2003年のMLBドラフト
2003年のMLBドラフト（2003 First-Year Player Draft）とは、6月3日から4日にかけて行われたMLBのアマチュアドラフトである。

## 1巡目指名
|  | = オールスター |  | = WBC出場  |  |
|  | = MLB未出場    |  | = 契約せず |  |

| 順位 | 選手                     | チーム                         | 守備位置 | 学校                                       |
| ---- | ------------------------ | ------------------------------ | -------- | ------------------------------------------ |
| 1    | デルモン・ヤング         | タンパベイ・デビルレイズ       | 外野手   | en:Adolfo Camarillo High School            |
| 2    | リッキー・ウィークス     | ミルウォーキー・ブルワーズ     | 二塁手   | サザン大学                                 |
| 3    | カイル・スリース         | デトロイト・タイガース         | 投手     | ウェイクフォレスト大学                     |
| 4    | ティム・ストーファー     | サンディエゴ・パドレス         | 投手     | リッチモンド大学                           |
| 5    | クリス・ルバンスキ       | カンザスシティ・ロイヤルズ     | 外野手   | Kennedy-Kenrick High School (PA)           |
| 6    | ライアン・ハーベイ       | シカゴ・カブス                 | 外野手   | en:Dunedin High School                     |
| 7    | ニック・マーケイキス     | ボルチモア・オリオールズ       | 外野手   | ヤング・ハリス短期大学                     |
| 8    | ポール・マホーム         | ピッツバーグ・パイレーツ       | 投手     | ミシシッピ州立大学                         |
| 9    | ジョン・ダンクス         | テキサス・レンジャーズ         | 投手     | en:Round Rock High School                  |
| 10   | イアン・スチュワート     | コロラド・ロッキーズ           | 三塁手   | La Quinta High School                      |
| 11   | マイケル・オーブリー     | クリーブランド・インディアンス | 一塁手   | チューレーン大学                           |
| 12   | ラスティングス・ミレッジ | ニューヨーク・メッツ           | 外野手   | en:Lakewood Ranch Senior High School       |
| 13   | アーロン・ヒル           | トロント・ブルージェイズ       | 遊撃手   | ルイジアナ州立大学                         |
| 14   | ライアン・ワグナー       | シンシナティ・レッズ           | 投手     | ヒューストン大学                           |
| 15   | ブライアン・アンダーソン | シカゴ・ホワイトソックス       | 外野手   | アリゾナ大学                               |
| 16   | ジェフ・アリソン         | フロリダ・マーリンズ           | 投手     | Peabody Veterans Memorial High School (MA) |
| 17   | デビッド・マーフィー     | ボストン・レッドソックス       | 外野手   | ベイラー大学                               |
| 18   | ブラッド・スナイダー     | クリーブランド・インディアンス | 外野手   | ボール州立大学                             |
| 19   | コナー・ジャクソン       | アリゾナ・ダイヤモンドバックス | 三塁手   | カリフォルニア大学バークレー校             |
| 20   | チャド・コルデロ         | モントリオール・エクスポズ     | 投手     | カリフォルニア州立大学フラトン校           |
| 21   | マット・モーゼス         | ミネソタ・ツインズ             | 三塁手   | en:Mills E. Godwin High School             |
| 22   | デビッド・アーズマ       | サンフランシスコ・ジャイアンツ | 投手     | ライス大学                                 |
| 23   | ブランドン・ウッド       | アナハイム・エンゼルス         | 遊撃手   | en:Horizon High School                     |
| 24   | チャド・ビリングズリー   | ロサンゼルス・ドジャース       | 投手     | Defiance High School                       |
| 25   | ブラッド・サリバン       | オークランド・アスレチックス   | 投手     | ヒューストン大学                           |
| 26   | ブライアン・スナイダー   | オークランド・アスレチックス   | 三塁手   | ステッソン大学                             |
| 27   | エリック・ダンカン       | ニューヨーク・ヤンキース       | 三塁手   | en:Seton Hall Preparatory School           |
| 28   | ダリック・バートン       | セントルイス・カージナルス     | 捕手     | en:Marina High School                      |
| 29   | カルロス・クエンティン   | アリゾナ・ダイヤモンドバックス | 外野手   | スタンフォード大学                         |
| 30   | ミッチ・マイアー         | カンザスシティ・ロイヤルズ     | 捕手     | トレド大学                                 |

## 1巡目補足指名
| 順位 | 選手                         | チーム                         | 守備位置    | 学校                         |
| ---- | ---------------------------- | ------------------------------ | ----------- | ---------------------------- |
| 31   | アダム・ミラー               | クリーブランド・インディアンス | 投手        | McKinney High School         |
| 32   | マット・マートン             | ボストン・レッドソックス       | 外野手      | ジョージア工科大学           |
| 33   | オマー・キンタニーヤ         | オークランド・アスレチックス   | 遊撃手      | テキサス大学オースティン校   |
| 34   | クレイグ・ウィテカー         | サンフランシスコ・ジャイアンツ | 投手        | Lufkin High School           |
| 35   | ルイス・アティラーノ         | アトランタ・ブレーブス         | 捕手        | Gabriela Mistral High School |
| 36   | ジャロッド・サルタラマッキア | アトランタ・ブレーブス         | 捕手        | Royal Palm Beach High School |
| 37   | アダム・ジョーンズ           | シアトル・マリナーズ           | 遊撃手/投手 | Morse High School            |

## その他注目選手
| 巡 目 | 順 位 | 選 手                      | チ ｜ ム                       | 守 備 位 置 | 学 校                                |
| ----- | ----- | -------------------------- | ------------------------------ | ----------- | ------------------------------------ |
| 2     | 45    | トム・ゴーゼラニー         | ピッツバーグ・パイレーツ       | 投手        | トリトン・カレッジ                   |
| 2     | 63    | ネイト・シャーホルツ       | サンフランシスコ・ジャイアンツ | 外野手      | シャボット短期大学                   |
| 3     | 97    | マット・ハリソン           | アトランタ・ブレーブス         | 投手        | サウス・グランビル高等学校           |
| 4     | 104   | ボブ・マクローリー         | ボルチモア・オリオールズ       | 投手        | 南ミシシッピ大学                     |
| 4     | 117   | エドガルド・バイエス       | モントリオール・エクスポズ     | 外野手      | ホセ・サントス・アレグリア高校       |
| 6     | 163   | ショーン・マーシャル       | シカゴ・カブス                 | 投手        | バージニア・コモンウェルス大学       |
| 6     | 176   | エリック・オフラハティ     | シアトル・マリナーズ           | 投手        | ワラワラ高等学校                     |
| 6     | 177   | ジョシュ・ホワイトセル     | モントリオール・エクスポズ     | 一塁手      | ロヨラ・メリーマウント大学           |
| 6     | 181   | マット・ケンプ             | ロサンゼルス・ドジャース       | 外野手      | ミッドウェストシティ高等学校         |
| 7     | 192   | マイク・アビレス           | カンザスシティ・ロイヤルズ     | 遊撃手      | コンコルディア大学                   |
| 7     | 215   | ブレンダン・ライアン       | セントルイス・カージナルス     | 遊撃手      | ルイスアンドクラーク州立大学         |
| 7     | 221   | ウェズリー・ライト         | ロサンゼルス・ドジャース       | 投手        | ゴシェン高等学校                     |
| 10    | 283   | ケーシー・マギー           | シカゴ・カブス                 | 三塁手      | カリフォルニア州立大学フレズノ校     |
| 12    | 338   | ジョン・ジェイソ           | タンパベイ・デビルレイズ       | 捕手        | サウスウェスタン大学                 |
| 12    | 339   | カルロス・コーポラン       | ミルウォーキー・ブルワーズ     | 捕手        | フロリダ・ゲートウェイ大学           |
| 14    | 412   | リカルド・ナニータ         | シカゴ・ホワイトソックス       | 外野手      | フロリダ国際大学                     |
| 15    | 435   | ダスティン・モルケン       | ピッツバーグ・パイレーツ       | 投手        | レスブリッジ短期大学                 |
| 16    | 468   | アーロン・ラフィー         | クリーブランド・インディアンス | 投手        | アリゲイニー高等学校                 |
| 16    | 471   | クリス・ディッカーソン     | シンシナティ・レッズ           | 外野手      | ネバダ大学リノ校                     |
| 17    | 496   | イアン・キンズラー         | テキサス・レンジャーズ         | 二塁手      | ミズーリ大学                         |
| 18    | 540   | フェルナンド・ロドリゲス   | アナハイム・エンゼルス         | 投手        | エルパソ・コミュニティカレッジ       |
| 18    | 541   | A.J.エリス                 | ロサンゼルス・ドジャース       | 捕手        | オースティン・ピー州立大学           |
| 18    | 557   | ライアン・マシューズ       | コロラド・ロッキーズ           | 投手        | サクラメント・シティ・カレッジ       |
| 18    | 575   | ジェイソン・モット         | セントルイス・カージナルス     | 捕手        | アイオナ大学                         |
| 21    | 612   | アービング・ファルー       | カンザスシティ・ロイヤルズ     | 二塁手      | インディアンヒルズ短期大学           |
| 26    | 761   | スティーブン・ライト       | サンディエゴ・パドレス         | 投手        | バレービュー高等学校                 |
| 21    | 777   | ジム・ヘンダーソン         | モントリオール・エクスポズ     | 投手        | テネシー・ウェスレヤン大学           |
| 27    | 812   | ジム・ハウザー             | オークランド・アスレチックス   | 投手        | イリノイバレー・コミュニティ大学     |
| 29    | 851   | スティーブ・デラバー       | サンディエゴ・パドレス         | 投手        | 州立ボランティア・コミュニティ大学   |
| 29    | 857   | デビッド・ヘルナンデス     | コロラド・ロッキーズ           | 投手        | エルクグローブ高等学校               |
| 30    | 887   | エリック・ヤング・ジュニア | コロラド・ロッキーズ           | 外野手      | ピスカタウェイ・タウンシップ高等学校 |
| 30    | 907   | ジョニー・ベンタース       | アトランタ・ブレーブス         | 投手        | レイク・ブラントリー高等学校         |